# دان دو شا
دان دو شا (فرانسوی: Dent du Chat‎) منطقه‌ای کوهستانی در ساووآ فرانسه است و ارتفاع آن به بالای ۱۳۹۰ متر از سطح دریا می‌رسد